# Promachus pontifax
Promachus pontifax là một loài ruồi trong họ Asilidae. Promachus pontifax được Karsch miêu tả năm 1888. Loài này phân bố ở vùng nhiệt đới châu Phi.